# Ulrik Nilsson
Jan Ulrik Nilsson, född 23 mars 1963 i Svenljunga församling, Älvsborgs län, är en svensk politiker (moderat), bosatt i stadsdelen Brämhult i Borås och uppvuxen i Svenljunga. Han var 2007–2010 kommunstyrelsens ordförande i Borås stad. Efter moderaternas framgångar i riksdagsvalet 2010 blev Nilsson riksdagsledamot . Nilsson var i riksdagen partiets förste ersättare i utrikesutskottet. I valet 2014 förlorade Nilsson sin riksdagsplats, när moderaterna tappade ett mandat i Västra Götalands läns södra valkrets.
Nilsson började sina politiska bana i Svenljunga kommunfullmäktige på 1980-talet. Han var andre vice ordförande för Moderata Ungdomsförbundet samtidigt som Fredrik Reinfeldt var ordförande. Mellan 1998 och 2006 var Nilsson regionråd i Västra Götalandsregionen. 
Som kommunstyrelseordförande engagerade sig Nilsson bland annat i frågor om infrastruktur, framförallt rörande Götalandsbanans dragning genom Borås och utbyggnation av Riksväg 27.